# Pagrus auriga
Pagrus auriga е вид бодлоперка от семейство Sparidae. Видът не е застрашен от изчезване.

## Разпространение и местообитание
Разпространен е в Алжир, Ангола, Бенин, Габон, Гамбия, Гана, Гвинея, Гвинея-Бисау, Гибралтар, Гърция, Демократична република Конго, Египет, Екваториална Гвинея, Западна Сахара, Израел, Испания, Италия, Кабо Верде, Камерун, Кот д'Ивоар, Либерия, Либия, Ливан, Мавритания, Малта, Мароко, Нигерия, Португалия, Сенегал, Сиера Леоне, Сирия, Того, Тунис и Турция.
Обитава крайбрежията и скалистите дъна на морета. Среща се на дълбочина от 19 до 170 m, при температура на водата от 17,2 до 19,2 °C и соленост 37,5 – 37,6 ‰.

## Описание
На дължина достигат до 80 cm, а теглото им е не повече от 3000 g.